# Ostafrikanische Gemeinschaft

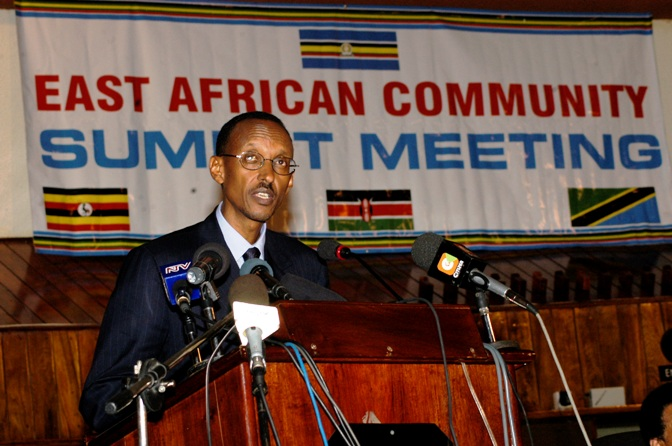
Ruandas Präsident Kagame am EAC-Gipfeltreffen 2006

Die Ostafrikanische Gemeinschaft (englisch East African Community, EAC) ist eine zwischenstaatliche Organisation und Regionale Wirtschaftsgemeinschaft, die 2000 von Kenia, Uganda und Tansania gegründet wurde und der seit 2007 auch Burundi und Ruanda, seit 2016 der Südsudan, seit 2022 die Demokratische Republik Kongo und seit 2023 auch Somalia angehören.

## Allgemeines
Sitz des Sekretariats ist Arusha (Tansania). Die EAC hat das Ziel, die wirtschaftliche, politische, soziale und kulturelle Zusammenarbeit zu erweitern und zu vertiefen. Durch die Schaffung einer Zollunion, eines gemeinsamen Marktes und einer gemeinsamen Währung soll langfristig ein föderaler Staat entstehen. Zu den gemeinsamen Institutionen gehören der Gerichtshof (East African Court of Justice) zur Überwachung der Verträge und die parlamentarische Versammlung (East African Legislative Assembly) als demokratisch legitimiertes Kontrollorgan. Die Mitgliedstaaten müssen ihre nationalen Gesetze anpassen, um die vollständige Umsetzung einiger Aspekte des Gemeinsamen Marktes, wie Einwanderungs- und Zollbehörden, zu ermöglichen.
Im Januar 2023 plant die Ostafrikanische Gemeinschaft (EAC), innerhalb der nächsten vier Jahre eine einheitliche Währung herauszugeben. Der Ministerrat der Organisation muss über den Standort des East African Monetary Institute und die Erstellung eines Fahrplans für die Ausgabe der einheitlichen Währung entscheiden.

## Geschichte
- Bereits am 6. Juni 1967 hatten Kenia, Tansania und Uganda in Kampala einen Vertrag über einen Ostafrikanischen Gemeinsamen Markt (East African Economic Community and Common Market, EAC) ins Leben gerufen. Der Vertrag trat am 1. Dezember 1967 in Kraft. Neben der Errichtung eines gemeinsamen Marktes (EACM) wurde die Förderung des in allen drei Ländern verbreiteten Swahili als Alternative zum von den Kolonialherren hinterlassenen Englisch als Verkehrssprache angestrebt. Zwischen der EAC und der Europäischen Wirtschaftsgemeinschaft (EWG) trat am 21. Dezember 1970 ein neues Assoziierungsabkommen in Kraft.
- 1977 zerbrach die Gemeinschaft an zwischenstaatlichen Gegensätzen und gegenseitiger Einmischung. 1984 unterzeichneten die ehemaligen Mitgliedstaaten ein ausgehandeltes Mediationsabkommen über die Übertragung von Aktiva und Passiva.
- Die nachfolgenden Gipfeltreffen der Staatschefs von Kenia, Tansania und Uganda führten am 30. November 1993 zur Unterzeichnung eines Übereinkommens über die Einrichtung einer Ständigen Dreierkommission für die Ostafrikanische Zusammenarbeit (Permanent Tripartite Commission for East African Co-operation). Am 14. März 1996 begann die vollständige Ostafrikanische Zusammenarbeit mit der Eröffnung des Sekretariats der Ständigen Dreierkommission am Sitz der EAC in Arusha, Tansania. Auf dem zweiten Gipfeltreffen am 29. April 1997 erfolgten die Beauftragung der Dreierkommission, diese in einer neuen Vertragsgemeinschaft zusammenzuführen.
- Der Vertrag zur Gründung der Ostafrikanischen Gemeinschaft wurde am 30. November 1999 in Arusha unterzeichnet und trat am 7. Juli 2000 in Kraft.
- Am 1. Januar 2005 trat ein Protokoll betreffend eine Zollunion mit einem gemeinsamen Außenzoll in Kraft. Burundi, Kenia, Ruanda und Uganda sind daneben Mitglieder des COMESA, während Tansania Mitglied der SADC ist. Gemeinsam ist den fünf Staaten die Mitgliedschaft in der Afrikanischen Union. Tansania war auch Mitglied der COMESA, hat diese allerdings verlassen, um Überschneidungen mit der SADC zu entgehen. Beide regionalen Gruppierungen streben Zollunionen an. Da sich die Mitgliedsländer nicht hinsichtlich der Teilung der Zollerträge einigen können und verschiedenen regionalen Organisationen angehören, fanden bis 2010 weiterhin interne Grenzkontrollen und Zollformalitäten statt. Auch galt eine Übergangsregelung (ein langsamer Abbau von Zöllen bis 2010) für die Exporte einer Anzahl von kenianischen Produkten nach Tansania und Uganda.
- Zum 1. Juli 2007 werden auch Burundi und Ruanda Mitglied der Ostafrikanischen Gemeinschaft.
- Am 1. Juli 2010 trat ein Protokoll betreffend die Schaffung eines gemeinsamen Marktes, eine Erweiterung der bestehenden Zollunion, die 2005 in Kraft getreten ist, in Kraft. Das Protokoll sorgt für den freien Verkehr von Arbeitskräften, Kapital, Waren und Dienstleistungen innerhalb der Ostafrikanischen Gemeinschaft.
- Ab 2012 war eine Währungsunion mit dem Ostafrikanischen Schilling geplant. Dieser Termin wurde auf Grund der politischen Unruhen in Kenia 2007/2008 und der Hinzunahme von Burundi und Ruanda zunächst auf 2024 verschoben. Auch die Eurokrise gab Kritikern weiter Auftrieb. Am 1. Dezember 2013 unterzeichneten die Staats- und Regierungschefs der fünf Länder jedoch ein Rahmenabkommen zur Bildung einer Währungsunion der Ostafrikanischen Staaten.[4]
- Am 2. März 2016 nahm der Staatschef des Südsudan auf dem 17. Gipfeltreffen der Staatsoberhäupter der Ostafrikanischen Gemeinschaft teil.[5] Am 5. September 2016 wurde der Südsudan Vollmitglied der Ostafrikanischen Gemeinschaft.
- Im September 2018 wurde ein Expertenkomitee gebildet, um eine Verfassung für eine potentielle Konföderation (Ostafrikanische Föderation) der Mitgliedsstaaten zu entwerfen. Ein erster Entwurf soll im Jahr 2021 vorliegen.[6]
- Im Februar 2021 gab der EAC-Ministerrat bekannt, dass bis zum 30. September 2021 das Währungsinstitut gegründet werden solle, welches die Währungsunion vorbereiten soll. Fünf Partnerstaaten bewarben sich um den Sitz des Instituts. Die Wirtschaftskommission für Afrika zweifelte an, dass die Staaten die festgeschriebenen finanziellen Stabilitätskriterien in den nächsten Jahren erreichen würden. Die Wirtschaftspolitik der verschiedenen Volkswirtschaften seien nicht gut genug auf einander abgestimmt.[7]
- Seit 25. April 2021 ist Peter Mutuku Mathuki aus Kenia der neue Generalsekretär der Gemeinschaft. Seine Vorgänger waren 2000–2001 Francis Muthaura (Kenia), 2001–2006 Amanya Mushega (Uganda), 2006–2011 Juma Mwapachu (Tansania), 2011–2016 Richard Sezibera (Ruanda) und 2016–2021 Libérat Mfumukeko (Burundi).
- Am 22. Dezember 2021 wurde beschlossen, dass auch die Demokratische Republik Kongo der EAC beitreten soll.[8] Der offizielle Beitritt erfolgte am 29. März 2022.[9]
- Somalia beantragte im Februar 2012 die Mitgliedschaft. Im Dezember 2012 beschloss die EAC, die Bearbeitung des Antrags zu verschieben.[10] Im November 2023 wurde Somalia als achtes Mitglied in die Ostafrikanische Gemeinschaft aufgenommen.[11]

## Mitglieder

### Kennzahlen
Nachfolgend sind einige Daten aufgelistet (Wirtschaftszahlen Stand 2020, Index der menschlichen Entwicklung 2020, Einwohner 2020/21, Quellen für Einwohner und Fläche siehe Länderartikel):
| Mitgliedstaat    | Einwohner | Fläche        | BIP pro Kopf | Staats- schulden- quote | Arbeits- losen- quote | Korruption | Index der menschlichen Entwicklung (2020) |
| ---------------- | --------- | ------------- | ------------ | ----------------------- | --------------------- | ---------- | ----------------------------------------- |
| Burundi          | 11,5 Mio  | 27.834 km²    | 274 US$      | 57 %                    | 1,8 %                 | 19         | 0,433                                     |
| Kenia            | 47,6 Mio  | 580.367 km²   | 1838 US$     | 62 %                    | 5,7 %                 | 31         | 0,601                                     |
| Ruanda           | 12,6 Mio  | 26.338 km²    | 798 US$      | 51 %                    | 1,6 %                 | 54         | 0,543                                     |
| Südsudan         | 11,2 Mio  | 644.329 km²   | 1120 US$     | 65 %                    | 12,2 %                | 12         | 0,433                                     |
| Tansania         | 55,9 Mio  | 945.087 km²   | 1076 US$     | 38 %                    | 2,0 %                 | 38         | 0,529                                     |
| Uganda           | 41,6 Mio  | 241.040 km²   | 817 US$      | 38 %                    | 2,9 %                 | 27         | 0,544                                     |
| Kongo, Dem. Rep. | 91,9 Mio  | 2.344.858 km² | 557 US$      | 15 %                    | 5,4 %                 | 18         | 0,480                                     |

### Mögliche Erweiterungen
- Sudan stellte 2011 einen Mitgliedschaftsantrag, der jedoch auf Betreiben von Tansania und Uganda abgelehnt wurde, weil das Land die Menschenrechte nicht achte und zudem – vor dem Beitritt des Südsudan – nicht an die EAC-Staaten grenzte.[17]
- Äthiopien und Dschibuti gelten als weitere mögliche Mitgliedsstaaten.[11]

## Kritik
Die Gründung der Ostafrikanischen Gemeinschaft wird oftmals als Zusammentreffen verschiedener Motive beschrieben: Kenia habe seine Exportwirtschaft stärken wollen, Uganda den freien Personenverkehr zur Beschäftigung seiner Arbeitskräfte, und Tansania eine Realisierung seiner panafrikanischen Visionen. Als mögliche gemeinsame Motive werden die historische Möglichkeit der beteiligten Politiker, sich als Staatsmänner zu inszenieren, und die Möglichkeit, politische Loyalität durch Posten in den EAC-Institutionen zu belohnen, angeführt. Der Zusammenbruch der Zoll- und Währungsunion in den 1970er Jahren sei in den Eliten der Mitgliedsstaaten rund 30 Jahre später noch als Verlust wahrgenommen worden, der geschichtliche Symbolismus einer neuen Union sei daher von Bedeutung. Außerhalb der Elite und besonders in der jüngeren Bevölkerung herrsche aber Unwissen über den Integrationsprozess vor, das tatsächliche Bekenntnis zur schrittweisen Integration sei mehr symbolisch als greifbar. Als Errungenschaften der Ostafrikanischen Gemeinschaft werden in erster Linie der erleichterte Grenzübertritt und Immigrationsprozess sowie kostenlose Studentenvisa, um in den jeweils anderen Mitgliedsstaaten zu studieren, sowie das gemeinsame Touristenvisa von Kenia, Uganda und Ruanda genannt. Auch in Hinsicht auf die Fiskalpolitik wurden Abläufe erfolgreich harmonisiert – etwa Bankvorschriften und das Präsentieren der Staatsbudgets am selben Tag.
Kritisch gesehen wird die Rolle von Kenia, das nach Ansicht mancher Beobachter überproportional von der Gemeinschaft profitiert, und die mangelnde Vermittlerrolle der EAC bei Konflikten zwischen Mitgliedsstaaten. So wurden im Rahmen der Schließung der Grenze zwischen Ruanda und Uganda 2019 die Mechanismen zur Lösung von Konflikten insofern als mangelhaft bezeichnet, als die Präsidenten und Minister der Mitgliedsstaaten jegliche Vorhaben des EAC-Generalsekretärs absegnen müssen und daher auch blockieren können. Ein politischer Konflikt zwischen Ruandas Präsident Paul Kagame und Tansanias Präsident Jakaya Kikwete wurde 2013 erst dadurch beendet, dass die Amtszeit des letzteren endete.

## Umfragewerte
Das Meinungsforschungsprojekt Afrobarometer erhob 2014/15, dass rund 40 % der Ugander denkt, dass die EAC ihrem Land helfe. Diese Werte sind in Burundi praktisch identisch – in beiden Ländern geben rund 38 % zudem an, keine Antwort auf die Frage zu wissen. Als positiv für ihr Land nahmen 43 % der Tansanier die EAC wahr, 29 % negativ. Auch in Kenia wird die EAC zu rund 45 % positiv wahrgenommen; hier ist die negative Wahrnehmung mit 35 % von allen teilnehmenden Ländern allerdings am höchsten. Während in Burundi, Kenia und Uganda rund zwei Drittel der Befragten den freien Personen- und Warenverkehr befürworteten und nur ca. 20 % ihn ablehnten, ist in Tansania ein gespalteneres Bild mit nur 46 % Zustimmung und 39 % Ablehnung zu finden. In Uganda und Burundi gab zudem die Hälfte der Befragten an, dass es momentan schwer sei, die Grenzen zu überschreiten und in einem anderen Land zu arbeiten.